# Делебарр, Мишель
Мишель Делебарр (фр. Michel Delebarre; 27 апреля 1946[…], Байёль — 9 апреля 2022[…], Лилль[…]) — французский политик, бывший сенатор, член Социалистической партии Франции, бывший мэр Дюнкерка.

## Биография
Родился 27 апреля 1946 года в г. Байёль (департамент Нор). Политическую карьеру начал в 1982 году, став главой секретариата премьер-министра Франции Пьера Моруа. В период президентства Франсуа Миттерана занимал различные министерские посты: был министром труда, социальных вопросов, транспорта, общественных работ. Он также был первым министром городского планирования.
В 1989 году Мишель Делебарр был избран мэром Дюнкерка и после этого трижды переизбрирался на этот пост. В 2002—2011 годах являлся депутатом Национального собрания Франции по 13-му избирательному округу департамента Нор.
В феврале 2006 года Мишель Делебарр был избран Президентом комитета регионов Европейского Совета, с февраля 2008 года занимает пост первого Вице-президента этого комитета.
В сентябре 2011 года возглавил список левых на выборах в сенат и привёл его к победе, получив 37,68 % голосов и 5 мест в сенате, одно из которых он занял сам, сдав мандат депутата Национального собрания.
На муниципальных выборах 2014 года Делебарр попытался в пятый раз завоевать пост мэра Дюнкерка, но проиграл своему бывшему заместителю Патрису Вергрьету и покинул городской совет.
Умер 9 апреля 2022 года.

## Занимаемые выборные должности
19.07.1984 — 19.03.1986 — министр труда и занятости в правительстве Лорана Фабиуса 

13.05.1988 — 23.06.1988 — министр по вопросам социальной защиты и занятости в правительстве Мишеля Рокара 

29.06.1988 — 23.02.1989 — министр транспорта и моря в правительстве Мишеля Рокара 

23.02.1989 — 21.12.1990 — министр логистики, транспорта и моря в правительстве Мишеля Рокара 

22.12.1990 — 16.05.1991 — государственный министр городского планирования в правительстве Эдит Крессон 

17.05.1991 — 02.04.1992 — государственный министр городского планирования и по делам территорий в правительстве Эдит Крессон 

03.04.1992 — 29.03.1993 — государственный министр общественных работ и административных реформ в правительстве Пьера Береговуа 

20.03.1989 — 04.04.2014 — мэр города Дюнкерк 

17.03.1986 — 15.03.1998 — вице-президент регионального совета Нор-Па-де-Кале 

16.03.1998 — 25.01.2001 — президент регионального совета Нор-Па-де-Кале 

26.01.2001 — 15.11.2002 — член регионального совета Нор-Па-де-Кале 

13.06.1988 — 28.07.1988 — депутат Национального собрания Франции от 13-го избирательного округа департамента Нор 

01.06.1997 — 01.07.1998 — депутат Национального собрания Франции от 13-го избирательного округа департамента Нор 

19.06.2002 — 25.09.2011 — депутат Национального собрания Франции от 13-го избирательного округа департамента Нор 

25.09.2011 — 01.10.2017 — сенатор от департамента Нор